# 약탈적 출판
약탈적 학회 또는 부실학회는 여러 가지 용어와 정의가 있으나 일반적으로 논문의 주제나 품질에 상관없이 돈만 내면 논문을 학술지에 실어주는 학회를 말한다. 이런 학술지를 약탈적 학술지(predatory journal), 독수리 저널(ハゲタカジャーナル), 해당 출판사를 약탈적 출판사(predatory publisher)라 부른다. 정상적인 논문은 동료 평가를 통해 독창성, 정확성, 유용성을 인정받아 대중에게 공개된다. 하지만 약탈적 학회는 학술지(journal)에 논문을 투고하는 사람이 수수료를 지불하면 형식적인 동료 평가를 통해 논문을 실어주거나 심사를 거치지 않는 등 무조건적으로 논문을 받아들인다. 따라서 표절과 위조에 상관없이 학회지에 논문을 실을 수 있다.
약탈적 학술지나 약탈적 출판사처럼 영리적인 목적으로 운영되는 약탈적 학회에, 참여하는 사람의 유형은 크게 다음과 같다. 순진하거나 경험이 없어 약탈적 학술지와 학회의 표적이 될 수 있다는 사실을 모른채 논문을 기고했다가 불이익을 당한다는 걸 뒤늦게 인지하는 경우가 있고, 연구와 학계에서 일하거나 일할 의사가 있는 사람들이 약탈적 학회의 신뢰성이 부족하다는 걸 알면서도 승진이나 고용을 위해 학회 참가 실적을 남기려는 의도로 참여하는 경우도 있다. 또한 자신의 검증되지 않은 생각이나 주장을 정당화하기 위해 학회에 참여하는 가짜 과학자도 있다. 연구자들은 약탈적 출판의 위험을 피하기 위해 신중하게 저널을 선택하고, 약탈적인 출판사를 식별할 수 있는 도구와 플랫폼을 활용해야 한다. 또한, 저널에 투고하기 전에 충분한 배경 조사를 통해 저널의 신뢰성을 확인하는 것이 중요하다. 이렇게 함으로써, 연구자들은 자신의 연구를 안전하게 공유하고, 학술 공동체의 신뢰를 유지할 수 있다.
출판사들은 동료 평가에 결점이 있다는 비판을 인정하지 않는 반면, 이러한 반발을 학계나 과학적인 증거들에 대한 공격이라고 주장한다. 그리고 이런 주장은 출판사가 가장 많이 선택하는 방법으로 약탈적 출판사의 주요 기준이 되었다.
특징으로는 연구 주제가 확실하지 않은 경우가 많으며 학회 이메일이 아닌 @gmail.com과 같은 무료 이메일을 이용하는데 이때 보상이나 제안을 하여 연구자들을 학회에 초대한다는 점이 있다. 학회의 내용보다 학회의 장소를 중점적으로 광고하나, 학회 주최가 불분명하고 웹사이트에 이러한 정보가 빠져있는 경우도 있다. 정보가 있다고 해도 부실한 경우가 많으며 대체적으로 평판이 좋지 않다. 동료평가의 과정을 거치지 않기 때문에 논문의 초록을 제출한다 하더라도 몇 주 내로 승인되며 해당 논문의 학회지 게재를 장담한다.

## 역사
1950년대 이후 학회의 양적 증가는 의료를 비롯한 과학 분야에서 빠른 성장을 할 수 있게 도왔으나, 연구자들에 대한 후원이 그들의 출판 실적에 따라 좌우되는 상황을 만들기도 했다. 후에는 H 지수와 알트메트릭 점수, 저널의 논문이 얼마나 인용되었는지에 따라 과학자들을 평가하기 시작했으며, 특히 경력이 짧은 연구자들은 항상 좋은 평가와 후원을 받기 위해 출판 실적에 대한 압박을 느껴야 했다. 이런 상황에서 학회지를 발행하는 출판사들의 급격한 증가는, 자신들의 전문적인 동료평가를 선전하는 등 적극적인 마케팅을 통해 학회지에 연구자들이 연구결과를 오픈 액세스로 제출하도록 부추겼다. 하지만 많은 학술지들은 동료 평가의 과정을 생략했고 소비자들에게 논문을 제공하지 않았다. 콜로라도 대학교의 사서였던 제프리 빌은 이러한 출판사들을 약탈적 출판사라고 명명하고 연구자들이 약탈적 학회와 학술지에 속아 논문을 기고하지 않도록 기준을 만들었다.
대부분의 약탈적 출판사는 제프리 빌의 폭로로 알려졌다. 지난 20년 동안 오픈 액세스 운동은 학계의 연구를 온라인에서 자유롭게 읽고 재사용하는 것을 가능하게 해줬다. 비록 모든 사람들이 이에 동의하지는 않았지만 출판사의 사업 구조를 바꾸는 역할을 했는데, 그 중 하나가 오픈 액세스를 통해서 이익을 발생시키는 것이었다. 특히 무료가 되어 판매할 수 없는 논문 대신 연구자들과 기관, 후원자들에게 서비스를 제공하고 오픈 액세스(OA)에 대해 독자가 아닌 저자에게 비용을 청구하겠다는 계산은 출판사들이 논문 처리 비용(APC)으로 이윤을 내는 사업 모형의 시초였다. 물론 APC를 청구하는 것이 골든 오픈 액세스를 통해 이익을 창출하는 유일한 방법은 아니지만, 이러한 사업 모델이 약탈적 학회를 양성하는 게 아니냐는 논란을 피할 수는 없었는데, 마틴 폴 이브와 프란시스 핀터는 이러한 점을 지적했다.
영국의 영문학자이자 인문학 교수인 마틴 폴 이브는 출판 신청(subscription publication)이 APC로 수익을 내는 모델로 여겨질 거라고 비판했으며, 특히 인문학 부문에서 출판 제도에 중대한 위협이 될 것이라는 주장을 했다. 골드 오픈 액세스의 '저자와 출판사의 협력 모델'은 평등이 아니라 출판사의 무임승차를 장려하는 것이라고 비판했다. 프란시스 핀터는 이와 같은 사업 모형이 장기적인 관점에서 오래 유지되지 못할 거라고 보았다. 그녀는 혁신적인 출판 모델이 이를 대체할 것이라 생각했다.
OA에 초기부터 개입해왔던 군터 아이젠바흐(Gunther Eysenbach)는 이메일을 계속 뿌려가며 연구자를 모집하는 출판사를 '검은 양'이라 부르며 특히 《벤담 과학사》(Bentham Science Publishers), 《도브 메디컬 프레스》(Dove Medical Press), 《리베르타스 아카데미아》(Libertas Academica) 등을 지목했다. 웰컴 트러스트가 2008년 영국 런던에서 주최한 오픈 액세스의 날에 이런 검은 양에 대한 대처 논의를 진행했고 OA 학술지에 큰 도전이 되었다는 것을 인식하게 되었다.
2010년 코넬 대학교의 필 데이비스(Scholarly Kitchen 블로그의 편집자)는 SCIgen이라는 논문 생성프로그램을 이용해 엉터리 원고를 만들어 학술지에 투고했고 이것이 접수되는 것을 확인했으며 2013년 존 보해논(John Bohannon)은 "누가 심사를 두려워하는가?"(en:Who's Afraid of Peer Review?)이라는 엉터리 원고를 305개의 오픈 액세스 학술지에 투고했다. 그중 고베 대학 의학부가 발행하고있는 《고베 저널 오브 메디컬 사이언스》(Kobe Journal of Medical Sciences)을 비롯한 60%의 학술지가 출판하겠다고 답했다. PLOS ONE을 포함한 40%는 이를 거부했다.

## 현황
약탈적 학술지는 급증해왔다. 약탈적 학술지에서 발간된 논문이 2010년에 53000건이었는데 2014년에는 42만건이었다. .
약탈적 학술지나 투고자들은 편중되어있다. 투고자는 3/4이 아시아와 아프리카에 있었다. 개발도상국의 연구자들은 서양 학술지가 자신들을 존중하고 있지 않으므로 개도국의 학술지에 투고하는 경우가 꽤 있다. 또 개도국 연구자들 중 학술지 명성을 잘 몰라서 게재하는 경우도 종종 있다. .
충분한 심사와 편집을 거치지 않으므로 약탈적 학술지에 게재된 논문의 질은 보통 떨어진다. 학술적인 내용 뿐 아니라 날조, 변조, 도용의 온상이라는 평가도 있다. 그리고 전문가들에 대한 대중의 신뢰도를 떨어뜨려 사회적 비용을 높이고 있다. .
처음엔 연구자들이 출판사의 먹이가 되고있다는 인식이 많아서 약탈적이라는 표현이 생겼지만, 몇몇 연구자들은 그 사실을 알고도 계속 약탈적 학술지에 계속 투고했다. 그래서 추악한 공생관계(ugly symbiosis)라는 평가도 있다. .

## 피해
경력이 많지 않은 연구자들은 학회에 참석하거나 학회에서 발표할 기회가 적은 만큼 약탈적 학회, 가짜 학회의 피해를 보는 경우가 많다.
학술활동의 부실여부를 판정 하는 명확한 기준을 국가가 제시하거나 특정 학술단체의 부실 여부를 판정하는 것은 쉬운 일이 아니고, 그러한 사례도 없다.
따라서 누구든지 순진한 연구자가 될 수 있으며, 자신의 연구 결과를 공유할 곳을 선택하는 것에 대해 신중할 필요가 있다. 또한 연구자는 이 학회에 자신의 시간과 돈, 평판을 사용할 가치가 있는지 스스로 확인해야 한다.

## 판정 기준
약탈적 학술지 판정 기준은 다음과 같다.
- 논문의 질적 관리가 없다시피하고 투고 즉시 수리한다. 엉터리 원고도 수리한다.[23][15][24].
- 미리 알려주는 것이 아니고 논문 접수 이후에 APC를 알려온다.[23] .
- 연구자의 투고를 적극적으로 홍보한다.[25] .
- 본인의 동의없이 편집위원으로 등록되어 있거나[26][27] 편집 위원의 사임을 인정하지 않는다.[26][28] .
- 가짜 연구원이 편집위원으로 활동한다,[28] .
- 기존 학술지의 명칭이나 웹사이트 스타일을 모방한다.[29] .
- 잘못된 연락처가 적혀있고 조작의 위험이 있는 출판 방식을 주장한다.[26]
- 엉터리 국제 표준 연속 간행물 번호를 사용한다.[26] .
- 엉터리 피인용지수를 사용한다.[30][31] .

## 대책
제프리 빌은 약탈적 학술지 판정기준을 만들고 목록을 작성하여 블로그에 공개했다. 하지만 그렇게 지목된 출판사들로부터 공격과 소송에 시달렸으며 콜로라도 대학 덴버 캠퍼스로부터 압력을 받았다. 2017년 1월 실직 우려로 블로그를 닫았다.
약탈적 심사를 막기 위해 공개심사(open peer review)나 출판후 심사 등이 제안되었다. 심사의 수준을 평가하기 보다 약탈적 학술지를 사기, 기만의 관점에서 바라봐야 한다는 의견도 있다. 학술 출판 규범위원회, DOAJ, 오픈 액세스 학술 출판사 협회, 세계 의학 편집인 협회(World Association of Medical Editors) 등은 좋은 출판사와 약탈적 출판사를 구분하기 위해 투명성이 중요하다고 주장했다. 몇개의 학술지는 사후 심사를 위한 사이트를 개설했으며 사후 심사에서는 질적 판단에 중점을 두고 있다. OA 학술지가 아닌 곳까지도 사후 심사 움직임이 확산되고 있다. .
도서관과 출판사들도 약탈적 출판사를 경계하는 캠페인을 진행 중이다. .
개도국의 젊은 연구자의 출판을 돕는 움직임도 있으며 또 약탈적 학술지를 확인하는 기준을 만들기 위한 노력도 지속되고 있다. .

## 참고 자료
- “Beall's List of Predatory Journals”. 2016년 12월 2일에 원본 문서에서 보존된 문서. 2017년 1월 28일에 확인함.
- “Beall's List of Predatory Publishers”. 2016년 12월 22일에 원본 문서에서 보존된 문서. 2017년 1월 24일에 확인함.
- Updated Beall 's List of Predatory Journals 유럽의 박사가 익명으로 유지하고있는 벨리스트
- Updated Beall 's List of Predatory Publishers 유럽의 박사가 익명으로 유지하고있는 빌리스트
- List at predatory journals 보관됨 2019-02-02 - 웨이백 머신
- List of predatory publishers 보관됨 2018-08-01 - 웨이백 머신

## 같이 보기
- 오픈 액세스
- 전자 저널
- 소칼 사건
- 빌의 목록
- 띵크 체크 서브밋